# Tour du Limousin 2011
La 44e édition du Tour du Limousin s'est déroulée du 16 au 19 août 2011. L'épreuve est pour la première fois classée dans l’UCI Europe Tour 2011 en catégorie 2.HC.
Comme à son habitude, l’épreuve se court sur quatre étapes. À noter que c’est la première fois qu'une localité de Charente, les lacs de Haute-Charente, accueille une étape du tour en tant que ville-départ ou arrivée.

## Classements des étapes
| Étape et date     | Villes étapes                     | km  | Vainqueur d’étape  | Équipe          | Leader du classement général |
| ----------------- | --------------------------------- | --- | ------------------ | --------------- | ---------------------------- |
| 1re étape 16 août | Limoges Guéret                    | 166 | Björn Leukemans    | Vacansoleil-DCM | Björn Leukemans              |
| 2e étape 17 août  | Saint-Hilaire-Peyroux Allassac    | 185 | Tony Gallopin      | Cofidis         | Björn Leukemans              |
| 3e étape 18 août  | Lanouaille Saint-Yrieix-la-Perche | 181 | Matthieu Ladagnous | FDJ             | Björn Leukemans              |
| 4e étape 19 août  | Lacs de Haute-Charente Limoges    | 181 | Matthieu Ladagnous | FDJ             | Björn Leukemans              |

## Classement final
|     | Coureur            | Équipe                     |    | Temps            |
| --- | ------------------ | -------------------------- | -- | ---------------- |
| 1er | Björn Leukemans    | Vacansoleil-DCM            | en | 18 h 21 min 48 s |
| 2e  | Matthieu Ladagnous | FDJ                        | +  | 07 s             |
| 3e  | Florian Guillou    | Bretagne-Schuller          |    | 13 s             |
| 4e  | Tony Gallopin      | Cofidis                    |    | 18 s             |
| 5e  | Thomas Degand      | Verandas Willems-Accent    |    | 24 s             |
| 6e  | Jure Kocjan        | Team Type 1-Sanofi Aventis |    | 25 s             |
| 7e  | Anthony Geslin     | FDJ                        |    | 26 s             |
| 8e  | Anthony Roux       | FDJ                        |    | 26 s             |
| 9e  | Mikaël Cherel      | AG2R La Mondiale           |    | 27 s             |
| 10e | Yukiya Arashiro    | Europcar                   |    | 30 s             |

## Liste des coureurs
| AG2R La Mondiale | Vacansoleil -DCM | Team Europcar |
| --- | --- | --- |
| - 1. Mikaël Cherel France - 3. Ben Gastauer Luxembourg - 4. Blel Kadri France - 5. Julien Loubet France - 6. Rinaldo Nocentini Italie - 8. Anthony Ravard France (AB 4e)                                                                                              | - 11. Maxim Belkov Russie - 12. Marcello Pavarin Italie - 13. Gorik Gardeyn Belgique - 14. Johnny Hoogerland Pays-Bas - 15. Björn Leukemans Belgique - 16. Alberto Ongarato Italie - 17. Rob Ruijgh Pays-Bas                                                      | - 21. Yukiya Arashiro Japon - 22. Franck Bouyer France - 23. Saïd Haddou France (AB 4e) - 24. Yohann Gène France - 25. Vincent Jérôme France - 26. Guillaume Le Floch France - 27. Perrig Quéméneur France (AB 4e) - 28. Sébastien Turgot France                                           |
| Type 1-Sanofi | FDJ | SpiderTech-C10 |
| - 31. László Bodrogi France - 32. Alessandro Bazzana Italie - 33. Andrea Grendene Italie (AB 4e) - 34. Aldo Ino Ilešič Slovénie (AB 3e) - 35. Jure Kocjan Slovénie - 36. Alexey Shmidt Russie - 37. Martijn Verschoor Pays-Bas (AB 1re) - 38. Benjamin King Australie | - 41. Anthony Geslin France - 42. Mickaël Delage France - 43. Pierrick Fédrigo France - 44. Arnaud Gérard France - 45. Frédéric Guesdon France - 46. Anthony Roux France - 47. Matthieu Ladagnous France - 48. Dominique Rollin Canada                            | - 51. Ryan Anderson Canada - 52. Zachary Bell Canada - 53. Guillaume Boivin Canada - 54. Martin Gilbert Canada (NP 3e) - 55. Hugo Houle Canada - 56. Mark Batty Canada (AB 4e) - 57. Will Routley Canada - 58. Svein Tuft Canada → Champion du Canada                                      |
| Cofidis | Verandas Willems-Accent | Saur-Sojasun |
| - 61. Florent Barle France - 62. Damien Monier France (AB 1re) - 63. Samuel Dumoulin France - 64. Julien El Fares France (AB 2e) - 65. Tony Gallopin France - 67. Antoine Lavieu France - 68. Tristan Valentin France (AB 3e)                                         | - 71. Thomas Degand Belgique - 72. Staf Scheirlinckx Belgique - 73. Grégory Habeaux Belgique - 74. Evert Verbist Belgique - 75. Kévin Van Melsen Belgique - 76. Arnoud van Groen Pays-Bas - 77. Jacobus Venter Afrique du Sud - 78. Bram Schmitz Pays-Bas (AB 2e) | - 81. Cyril Bessy France - 82. Jérémie Galland France - 83. Jonathan Hivert France - 84. Sébastien Joly France - 85. Cyril Lemoine France (AB 4e) - 86. Jean-Marc Marino France (AB 3e) - 87. Stéphane Poulhiès France - 88. Julien Simon France                                           |
| Caja Rural | Bretagne-Schuller | Colombia es Pasión-Café de Colombia |
| - 91. José Herrada Espagne - 92. Arturo Mora Espagne - 93. Egoitz García Espagne - 94. Aitor Galdós Espagne (HC 3e) - 95. Joaquín Sobrino Espagne (HC 3e) - 96. Alexander Ryabkin Russie - 97. Rubén Reig Espagne - 98. Jónathan Perdiguero Espagne                   | - 101. Romain Hardy France (AB 2e) - 102. Jean-Marc Bideau France - 103. Jean-Luc Delpech France - 104. Renaud Dion France - 105. Sébastien Duret France - 106. Florian Guillou France - 107. Laurent Pichon France - 108. Florian Vachon France (AB 3e)          | - 111. Juan Pablo Villegas Colombie (AB 4e) - 112. Luis Felipe Laverde Colombie - 113. Juan Pablo Forero Colombie (AB 2e) - 114. Dalivier Ospina Colombie - 115. Víctor Hugo Peña Colombie - 116. Andrés Martínez Colombie - 117. John Martínez Colombie - 118. Jarlinson Pantano Colombie |
| Landbouwkrediet | BigMat-Auber 93 | Roubaix Lille Métropole |
| - 121. Bert De Waele Belgique - 122. Davy Commeyne Belgique - 123. Koen Barbé Belgique - 124. Reinier Honig Pays-Bas - 125. Edwig Cammaerts Belgique - 126. Joeri Stallaert Belgique (AB 4e) - 128. Baptiste Planckaert Belgique                                      | - 131. Fabien Bacquet France - 132. Jonathan Thiré France - 133. Théo Vimpère France - 134. Sylvain Georges France - 135. Maxime Méderel France - 136. Arnaud Molmy France (AB 3e) - 137. Johan Mombaerts France - 138. Nicolas Rousseau France                   | - 141. Julien Guay France - 142. Anthony Colin France (AB 4e) - 143. Benoît Daeninck France (AB 1re) - 144. Loïc Desriac France (AB 4e) - 145. Morgan Kneisky France - 146. Kévin Lalouette France - 147. Florian Le Corre France - 148. Boris Zimine France (AB 4e)                       |

- AB : abandon à l’étape…
- NP : non-partant à l’étape…
- HC : mis hors-course à l’étape…
- HD : hors-délais à l’étape…

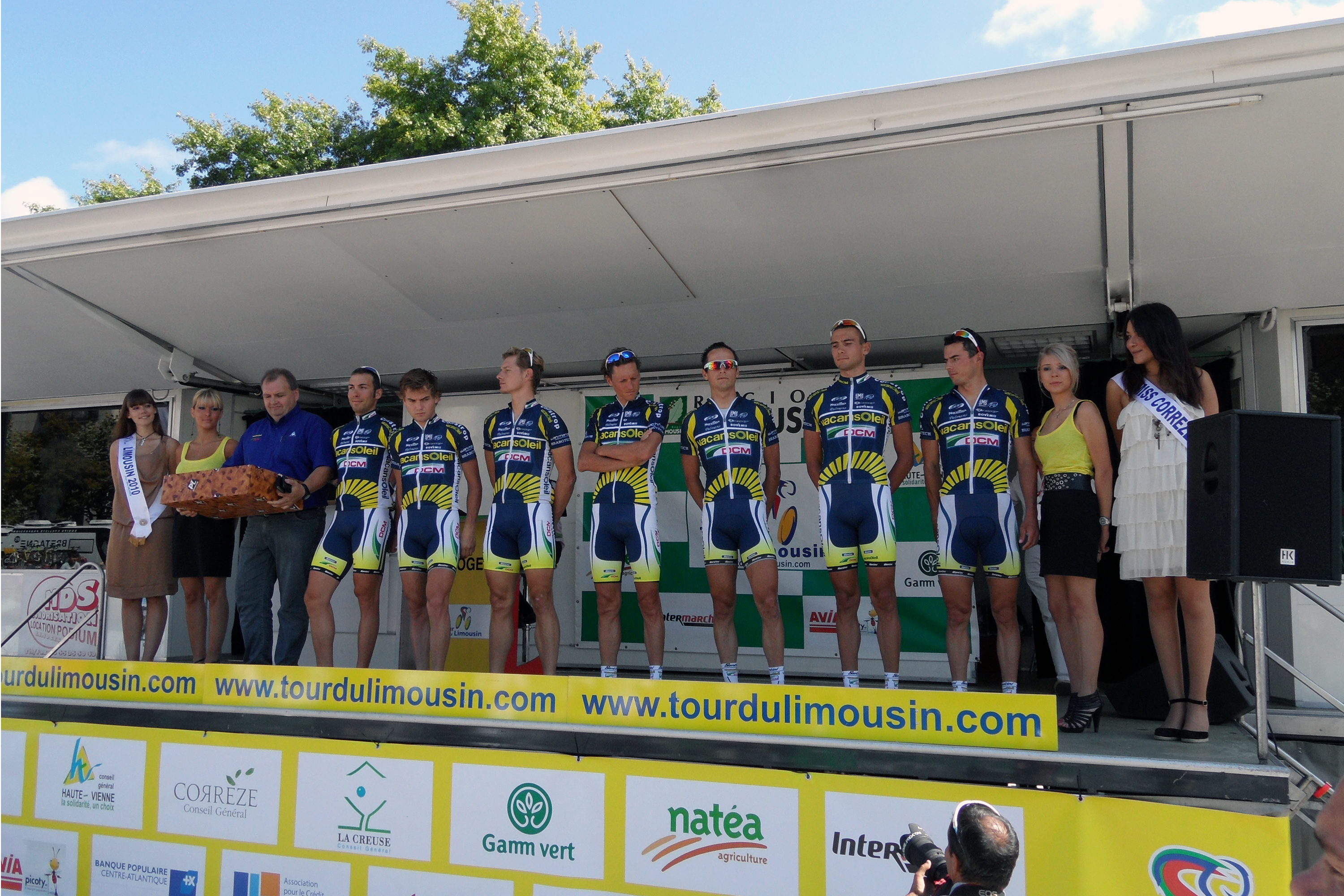
Présentation de l'équipe cycliste Vacansoleil-DCM avant le départ de la première étape du Tour du Limousin 2011 à Limoges.
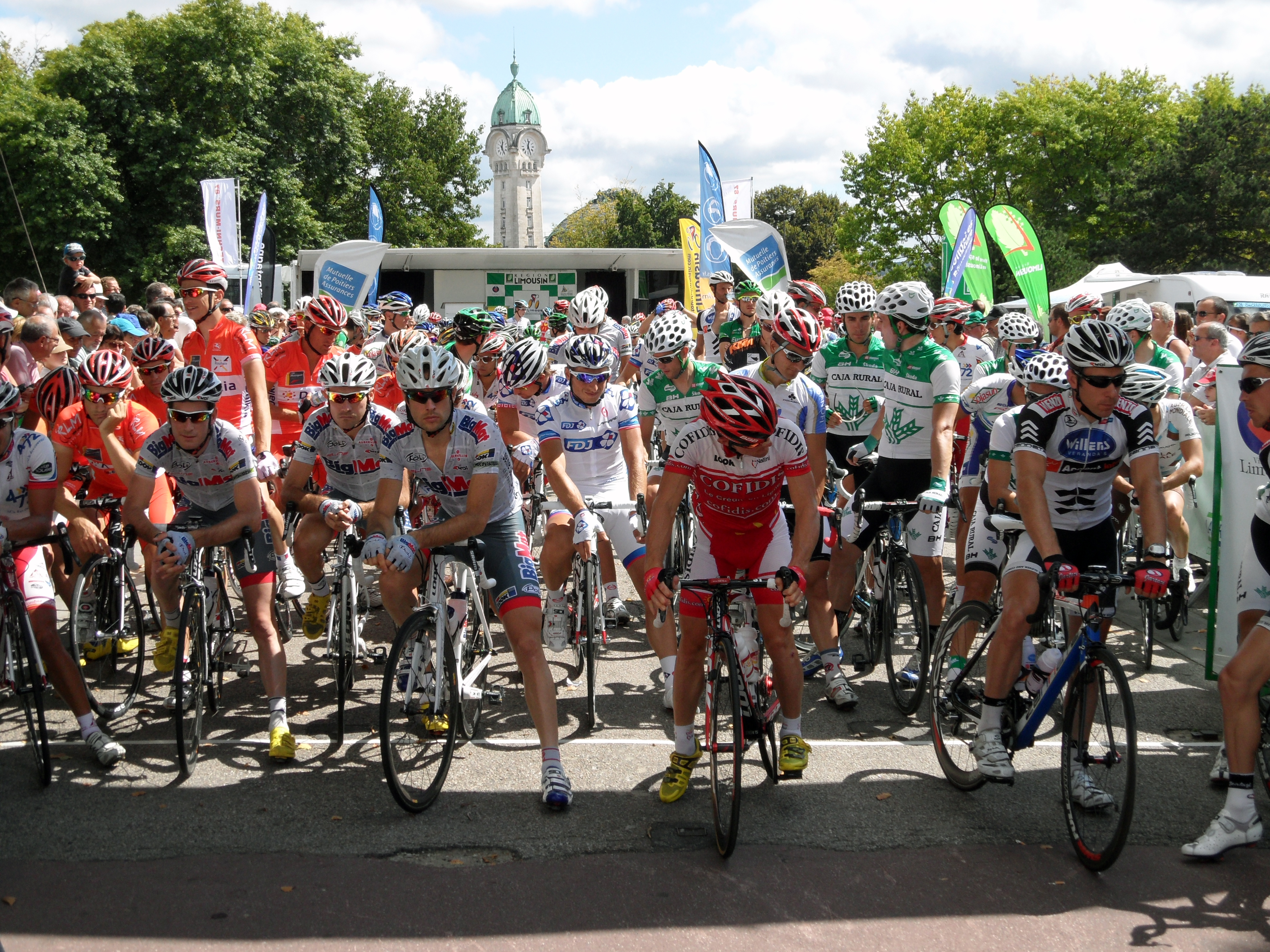
Départ de la première étape du Tour du Limousin 2011, avenue de la Libération à Limoges.
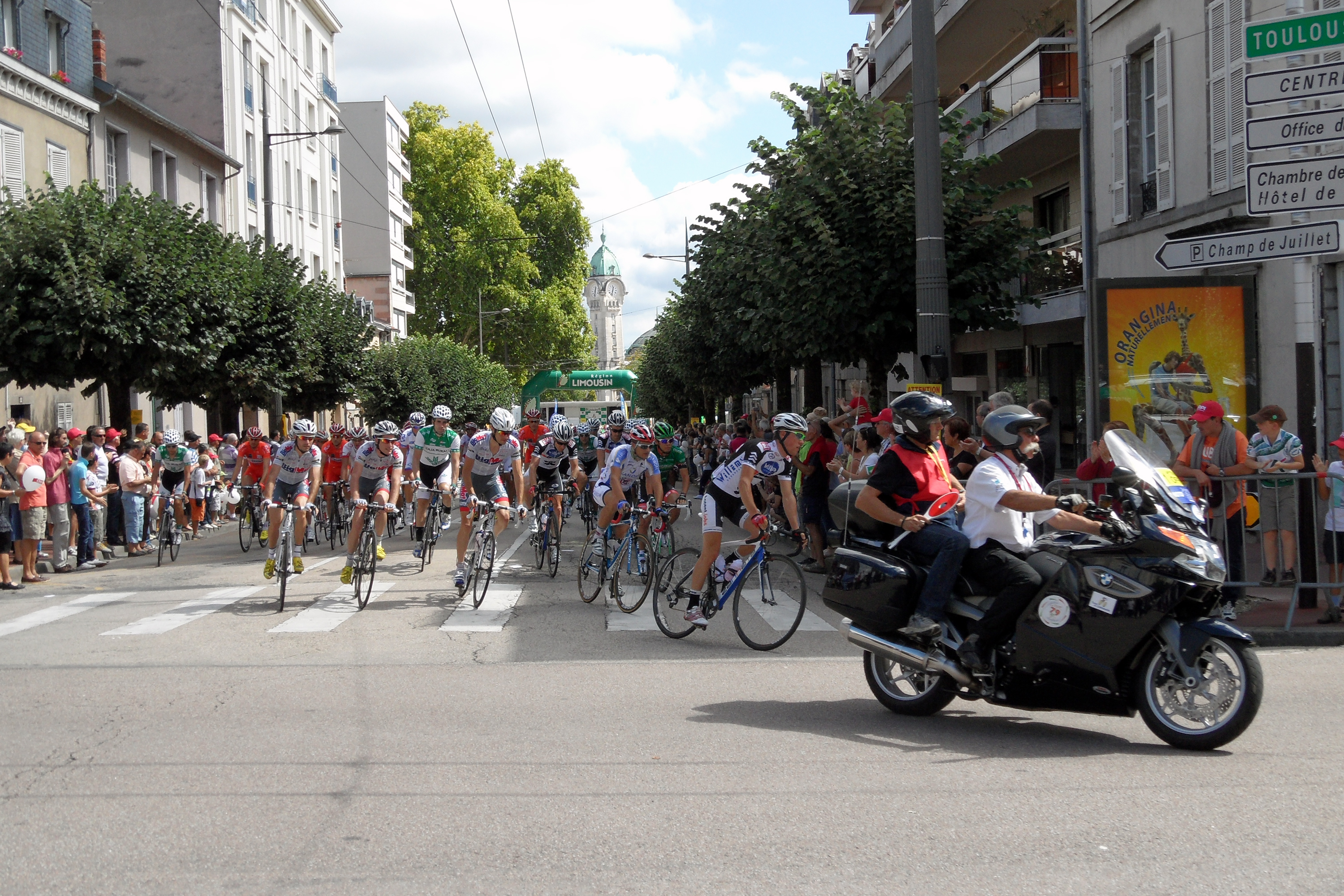
Départ de la première étape du Tour du Limousin 2011 au Champ de Juillet à Limoges. En arrière plan, la gare des Bénédictins.